# Austropallene tibicina
Austropallene tibicina is een zeespin uit de familie Callipallenidae. De soort behoort tot het geslacht Austropallene. Austropallene tibicina werd in 1915 voor het eerst wetenschappelijk beschreven door Calman. 